# Chiesa di Santa Maria Assunta e Santi Irene e Anatolia
La chiesa di Santa Maria Assunta e Santi Irene e Anatolia, conosciuta come Santa Maria del Sasso di Cortenuova, è la parrocchiale di Cortenuova nella località di Cortenova al Piano, in provincia e diocesi di Bergamo; fa parte del vicariato di Ghisalba-Romano.

## Storia
Un oratorio intitolato a Santa Maria Assunta ha una storia molto antica, la prima documentazione risale al 1180 come santa Maria in Campagna, salvatosi dalla devastante battaglia del 1237 grazie alla sua posizione lontana dal centro urbano. L'antica chiesa faceva parte dei possedimenti dell'abbazia di San Benedetto in Vallalta di Albino. Sull'antico luogo di culto fu edificata una nuova chiesa nel XV secolo dedicata all'apparizione della Madonna.
Seguendo la moda del tempo, nel Settecento con il passaggio al giuspatronato della famiglia Pezzoli, che si accollò le spese, vi fu un ammodernamento in stile rococò su progetto del 1750 di Filippo Alessandri. L'interno furono eseguiti lavori di stuccatura da Muzio Camusso nel 1753 e decori a fresco da Giuseppe Antonio Orelli proveniente da Locarno. Del medesimo tempo il piccolo campanile che fu poi distrutto nel 1955. L'altare maggiore fu ultimato e le reliquie di Giacomo de' Pezzoli vi furono sigillate il 17 ottobre 1759. Furono quindi aggiunti lavori a fresco di Ferdinando Monzio Compagnoni raffigurante il Battesimo di Gesù.
Nel 1942 su progetto di Camillo Galizzi la chiesa fu ampliata, ammodernata, ed elevata a parrocchia il 1º aprile 1950 dal vescovo Adriano Bernareggi. Lo stesso vescovo il 2 maggio 1953 fece dono e sigillò nell'altare le reliquie dei santi delle sante Irene e Anatolia e di san Giovanni Battista intitolando la chiesa oltre che alla Madonna Assunta, anche alle due vergini e martiri. Nel 1979 il vescovo Giulio Oggioni con decreto del 27 maggio inserì la chiesa nel vicariato locale di Ghisalba-Romano.

## Descrizione
L'edificio di culto, distante dal centro urbano, è anticipato dal sagrato con pavimentazione di ciottoli e il porticato ad archi sul lato settentrionale, nella cui parte superiore è ospitato l'organo realizzato dalla ditta Serassi. La facciata a capanna è intonacata. Centrale il portale d'ingresso con paraste e architrave in pietra, presenta sulla parte superiore, lo stemma vescovile. Due finestre rettangolari con cornici in pietra sono poste lateralmente, mentre una grande apertura a tutto sesto è collocata nella parte superiore per illuminare l'aula, con cimasa dove vi è la scritta S.MARIAE DE SAXO.
L'interno a unica navata, conserva parti di affresco risalente al XII secolo, e opere di rilievo come le tele di Francesco Capella, gli stucchi di Muzio Camusso, i dipinti a franco di Vincenzo Angelo Orelli e di Giovanni Raggi.